# Sedum conzattii
Sedum conzattii är en fetbladsväxtart som beskrevs av Joseph Nelson Rose. Sedum conzattii ingår i Fetknoppssläktet som ingår i familjen fetbladsväxter. Inga underarter finns listade i Catalogue of Life.